# Приймачі світла
Приймачі світла — пристрої, зміна стану яких під дією потоку оптичного випромінювання служить для виявлення цього випромінювання, його вимірювання, а також для фіксування й аналізу оптичних зображень випромінюючих об'єктів. У приймачів світла енергія оптичного випромінювання перетворюється на інші види енергії. Важливою характеристикою приймачів світла є порогова чутливість — мінімальний потік випромінювання, який можна ще виявити на фоні власних шумів пристрою. Приймачі називають селективними, коли на кривій залежності чутливості приймача від довжини хвилі світла λ є чітко виражені максимуми або (і) мінімуми, а неселективними, якщо їхню чутливість у широкому діапазоні довжин хвиль можна вважати однаковою. 
Розрізняють теплові, фотоелектричні, механічні та фото-хімічні приймачі світла. До теплових приймачів світла належать прилади, дія яких ґрунтується на виникненні термоелектрорушійної сили (термоелементи, болометри, радіометри), а також оптико-акустичні приймачі світла, в яких реєструється збільшення об'єму газу, нагрітого поглинутим випромінюванням. Теплові приймачі світла, як правили, неселективні і придатні для вимірювань у широкій області спектра (λ = 200 нм — 20 мкм, інколи до 1000 мкм). До фотоелектричних приймачів світла належать приймачі, дія яких ґрунтується на зовнішньому і внутрішньому фотоефекті (фотоелементи, фоторезистори, фотодіоди), а також квантові підсилювачі оптичного діапазону. Такі приймачі світла є селективними, їхня чутливість залежить від величини енергії окремих фотонів, що ними поглинаються. Спектральна чутливість приймачів світла з зовнішнім фотоефектом має характерну довгохвильову («червону») границю в області λ = 0,6—1,2 мкм, яка визначається природою речовини приймача світла. Цієї вади не мають приймачі світла з фото електромагнітним ефектом, що працюють в далекій інфрачервоній області спектра (10—3О мкм). Механічні приймачі світла виготовляють у вигляді крутильних терезів, які реагують на тиск світла. Такі прилади неселективні, їх застосовують порівняно рідко через чутливість до вібрацій та різних теплових процесів. До фотохімічних приймачів світла належать фотоплівки, фотопластинки тощо. Застосовують їх для вимірювання енергії випромінювання за ступенем почорніння світлочутливого шару внаслідок фотохімічної реакції. До приймачів світла можна віднести й органи зору живих істот.